# Erateina haenschi
Erateina haenschi là một loài bướm đêm trong họ Geometridae.